# Seeing Sounds
Seeing Sounds é o terceiro álbum de estúdio da banda N.E.R.D, lançado a 6 de Junho de 2008.
Originalmente o álbum designava-se N.3.R.D.
O disco estreou no nº 7 da Billboard 200, vendendo 80 mil cópias na primeira semana.
| Críticas profissionais                                                      | Críticas profissionais |
| Avaliações da crítica                                                       | Avaliações da crítica  |
| Fonte                                                                       | Avaliação              |
| --------------------------------------------------------------------------- | ---------------------- |
| allmusic                                                                    | [ 4 ]                  |
| Daily News                                                                  | [ 5 ]                  |
| Entertainment Weekly                                                        | (B+)                   |
| The Guardian                                                                | [ 7 ]                  |
| Okayplayer                                                                  | (88/100)               |
| Pitchfork Media                                                             | (4.6/10)               |
| PopMatters                                                                  | [ 10 ]                 |
| Rolling Stone                                                               | [ 11 ]                 |
| Slant Magazine                                                              | [ 12 ]                 |
| The Times                                                                   | [ 13 ]                 |
| Esta tabela precisa de ser acompanhada por texto em prosa. Consulte o guia. |                        |

## Faixas
Todas as faixas por Pharrell Williams, exceto onde anotado.
1. "Time for Some Action" - 3:43
2. "Everyone Nose (All the Girls Standing in the Line for the Bathroom)" (Williams, Chad Hugo) - 3:27
3. "Windows" - 2:59
4. "Anti Matter" (Williams, Hugo) - 4:01
5. "Spaz" - 3:51
6. "Yeah You" - 4:07
7. "Sooner or Later" - 6:43
8. "Happy" - 4:36
9. "Kill Joy" - 4:10
10. "Love Bomb" (Williams, Hugo) - 4:36
11. "You Know What" - 4:31
12. "Laugh About It" - 4:04

- "Lazer Gun" (Faixa bónus no Reino Unido e Japão) - 3:52
- "Everyone Nose (All the Girls Standing in the Line for the Bathroom)" [Remix]  (Faixa bónus iTunes) (com Kanye West, Lupe Fiasco e Pusha T) (Williams, Hugo, Kanye West, Wasalu Jaco, Terrence Thornton) - 3:48

## Desempenho nas paradas musicais
| Parada musical (2008)            | Posição |
| -------------------------------- | ------- |
| Austrália                        | 14      |
| Áustria                          | 75      |
| Bélgica (Flandres)               | 35      |
| Bélgica (Walónia)                | 86      |
| Canadian Albums Chart            | 12      |
| Países Baixos                    | 14      |
| European Top 100 Albums          | 28      |
| França                           | 45      |
| Irlanda                          | 60      |
| Itália                           | 97      |
| Suíça                            | 13      |
| UK Albums Chart                  | 20      |
| Billboard 200                    | 7       |
| Billboard Top R&B/Hip-Hop Albums | 4       |